# Regionalwahl in Venetien 2000
Die Regionalwahl in Venetien 2000 fand am 16. April statt; der Regionalrat und der Präsident der Region Venetien wurden gleichzeitig gewählt.

## Wahlergebnis
| Kandidaten                                                      | Kandidaten             | Stimmen   | %    | Listen                                   | Stimmen   | %    | Mandate |
| --------------------------------------------------------------- | ---------------------- | --------- | ---- | ---------------------------------------- | --------- | ---- | ------- |
|                                                                 | Giancarlo Galangewählt | 1.484.585 | 55,0 | Forza Italia                             | 696.358   | 30,4 | 17      |
| Lega Nord                                                       | Giancarlo Galangewählt | 1.484.585 | 55,0 | 274.472                                  | 12,0      | 6    |         |
| Alleanza Nazionale                                              | Giancarlo Galangewählt | 1.484.585 | 55,0 | 225.194                                  | 9,8       | 5    |         |
| Cristiani Democratici Uniti                                     | Giancarlo Galangewählt | 1.484.585 | 55,0 | 102.967                                  | 4,5       | 2    |         |
| Centro Cristiano Democratico                                    | Giancarlo Galangewählt | 1.484.585 | 55,0 | 53.580                                   | 2,3       | 1    |         |
| Partito Socialista – Socialdemocrazia – Laburismo               | Giancarlo Galangewählt | 1.484.585 | 55,0 | 16.249                                   | 0,7       | –    |         |
| Liberal Sgarbi – I Libertari                                    | Giancarlo Galangewählt | 1.484.585 | 55,0 | 12.413                                   | 0,5       | –    |         |
| Unione Democratici Veneti                                       | Giancarlo Galangewählt | 1.484.585 | 55,0 | 1.730                                    | 0,1       | –    |         |
| Mandate der Listengruppe                                        | Giancarlo Galangewählt | 1.484.585 | 55,0 | –                                        | –         | 6    |         |
| ↳ Gesamt                                                        | Giancarlo Galangewählt | 1.484.585 | 55,0 | 1.382.963                                | 60,3      | 37   |         |
|                                                                 | Massimo Cacciari       | 1.032.255 | 38,2 | Lista Cacciari (Dem. - PPI - RI - Udeur) | 312.347   | 13,6 | 9       |
| Democratici di Sinistra                                         | Massimo Cacciari       | 1.032.255 | 38,2 | 282.644                                  | 12,3      | 8    |         |
| Partito della Rifondazione Comunista                            | Massimo Cacciari       | 1.032.255 | 38,2 | 68.375                                   | 3,0       | 2    |         |
| Federazione dei Verdi                                           | Massimo Cacciari       | 1.032.255 | 38,2 | 53.464                                   | 2,3       | 1    |         |
| Socialisti Democratici Italiani - Partito Repubblicano Italiano | Massimo Cacciari       | 1.032.255 | 38,2 | 29.355                                   | 1,3       | 1    |         |
| Partito dei Comunisti Italiani                                  | Massimo Cacciari       | 1.032.255 | 38,2 | 23.349                                   | 1,0       | 1    |         |
| Nicht gewählte Direktkandidat                                   | Massimo Cacciari       | 1.032.255 | 38,2 | –                                        | –         | 1    |         |
| ↳ Gesamt                                                        | Massimo Cacciari       | 1.032.255 | 38,2 | 769.534                                  | 33,6      | 23   |         |
|                                                                 | Fabrizio Comencini     | 71.878    | 2,7  | Veneti d’Europa                          | 56.448    | 2,5  | –       |
|                                                                 | Marco Cappato          | 66.457    | 2,5  | Lista Emma Bonino                        | 54.844    | 2,4  | –       |
|                                                                 | Fabio Padovan          | 49.975    | 1,9  | Fronte Marco Polo                        | 28.568    | 1,2  | –       |
| Gesamt                                                          | Gesamt                 | 2.701.150 | 100  |                                          | 2.292.357 | 100  | 60      |